# Maria-Regina Kula
Maria-Regina Kula (* 16. März 1937 in Berlin) war 2002 eine der Preisträgerinnen des „Deutschen Zukunftspreises“, als eine maßgebliche Entwicklerin von preiswerten Biokatalysatoren durch Einsatz von gentechnisch optimierten Enzymen. Zusammen mit ihrer Kollegin Martina Pohl gelang es ihr Formiatdehydrogenase aus der Hefe Candida boidinii zu isolieren, so dass jetzt die Industrie preiswert und umweltverträglich in großem Maßstab neue Medikamente und Chemikalien entwickeln und fertigen kann.

## Leben
Kula studierte von 1956 bis 1960 Chemie an der Humboldt-Universität in Berlin und der Ludwig-Maximilians-Universität in München und schloss das Studium mit dem Diplom ab. 1962 promovierte sie zum Dr. rer. nat.
Von 1964 bis 1967 war sie DFG-Stipendiatin an der Johns Hopkins University, School of Medicine, in Baltimore. In den Jahren 1968 und 1969 arbeitete Frau Kula als wissenschaftliche Mitarbeiterin am Max-Planck-Institut für experimentelle Medizin in Göttingen. Anschließend war sie bis 1985 Abteilungsleiterin bei der Gesellschaft für Molekularbiologische Forschung (jetzt Helmholtz-Zentrum für Infektionsforschung (HZI)) in Braunschweig. Davon war sie 1975–1979 ebenfalls wissenschaftliche Direktorin dieser Gesellschaft. Im Jahre 1979 habilitierte sie an der TU Braunschweig in Biochemie. Als Direktorin und Professorin forschte und lehrte sie in den Jahren 1986 bis 2002 am Institut für Enzymtechnologie der Heinrich-Heine-Universität Düsseldorf. Frau Kula ist seit März 2002 im Ruhestand.

## Auszeichnungen und Ehrungen
Maria-Regina Kula ist Mitglied der Nordrhein-Westfälischen Akademie der Wissenschaften und der Künste seit 1995 sowie der Deutschen Akademie der Technikwissenschaften (acatech).
- 2002 – Deutscher Zukunftspreis
- 2002 – Wahl zum „Foreign Associate“ der National Academy of Engineering
- 1997 – Verleihung des Bundesverdienstkreuzes 1. Klasse
- 1995 – Verleihung des Enzyme Engineering Award
- 1995 – Sherman Fairchild distinguished Scholar am California Institute of Technology, Pasadena